# Barba Radio
Barba Radio (Eigenschreibweise: barba radio) ist ein privates Hörfunkprogramm. Es versteht sich als Spartenprogramm mit Fokus auf Barbara Schöneberger. Zudem ist Barbara Schöneberger an der Produktion der Inhalte beteiligt.

## Allgemeines
Barba Radio ist eine digitale Radiomarke der Regiocast GmbH & Co. KG, einem deutschen Medienunternehmen mit Beteiligungen an Hörfunksendern, Hörfunkvermarktern und weiteren Dienstleistungsunternehmen aus dem Medienbereich mit Sitz in Kiel, Berlin und Leipzig.

## Programm
Das Programm ist in verschiedenen Rubriken aufgeteilt. Teilweise geht es dabei inhaltlich um Musik. In anderen Sendungen widmet sich Barbara Schöneberger aktuellen Themen. Um eine männliche Sicht der Dinge im Radio zu haben, gibt es einen männlichen Gegenpart zu Barbara Schöneberger, dessen Rolle von Micky Beisenherz übernommen wird. Die Zielgruppe sind aber Frauen Mitte 40. Zudem gibt es Talk-Sendungen mit diversen Gästen, zum Beispiel Max Giesinger, Adel Tawil, Stefanie Heinzmann und Markus Kavka. Ein großer Teil der Sendungen ist auch als Podcast anzuhören, zum Beispiel die Aufzeichnungen mit Olli Schulz, Max Mutzke, Thomas Anders, Bastian Pastewka, Michael Schulte, Anke Engelke, Gregor Meyle und Karoline Herfurth. Im Januar 2020 wurde eine weitere Verbreitung der Inhalte von Barba Radio in Deutschland verkündet.

## Mit den Waffeln einer Frau
| Folge | Gast                      | Folge | Gast                       | Folge | Gast                    | Folge | Gast                        |
| ----- | ------------------------- | ----- | -------------------------- | ----- | ----------------------- | ----- | --------------------------- |
| 1     | Olli Schulz               | 101   | Luke Mockridge             | 201   | Sebastian Pufpaff       | 301   | Henning Baum                |
| 2     | Max Mutzke                | 102   | Moritz Bleibtreu           | 202   | Til Schweiger           | 302   | Cordula Stratmann           |
| 3     | Stefanie Heinzmann        | 103   | Stefanie Kloß              | 203   | Elyas M’Barek           | 303   | Katarina Witt               |
| 4     | Max Giesinger             | 104   | Johann Lafer               | 204   | Sasha                   | 304   | Evelyn Burdecki             |
| 5     | Collien Ulmen-Fernandes   | 105   | Lea                        | 205   | Marianne Rosenberg      | 305   | Uwe Ochsenknecht            |
| 6     | Thomas Anders             | 106   | Ina Müller                 | 206   | Alice Merton            | 306   | Smudo                       |
| 7     | Bastian Pastewka          | 107   | Götz Alsmann               | 207   | Rick Kavanian           | 307   | Jan Josef Liefers           |
| 8     | Michael Schulte           | 108   | Michael Mittermeier        | 208   | Adel Tawil              | 308   | Horst Lichter               |
| 9     | Mousse T.                 | 109   | Andrea Kiewel              | 209   | DJ BoBo                 | 309   | Hape Kerkeling              |
| 10    | Anke Engelke              | 110   | Inka Bause                 | 210   | Karoline Herfurth       | 310   | Ehrlich Brothers            |
| 11    | Gregor Meyle              | 111   | Jürgen Vogel               | 211   | Riccardo Simonetti      | 311   | Jana Ina Zarrella           |
| 12    | Karoline Herfurth         | 112   | Ilka Bessin                | 212   | Heinz Rudolf Kunze      | 312   | Jasna Fritzi Bauer          |
| 13    | Jürgen Drews              | 113   | Bülent Ceylan              | 213   | Jochen Schropp          | 313   | Rick Kavanian               |
| 14    | Alex Christensen          | 114   | Bjarne Mädel               | 214   | Mark Keller             | 314   | Michelle Hunziker           |
| 15    | Adel Tawil                | 115   | Ingolf Lück                | 215   | Florian David Fitz      | 315   | Axel Schulz                 |
| 16    | Maite Kelly               | 116   | Frauke Ludowig             | 216   | David Garrett           | 316   | Olli Schulz                 |
| 17    | The BossHoss              | 117   | Judith Rakers              | 217   | Max Raabe               | 317   | Bürger Lars Dietrich        |
| 18    | Micky Beisenherz          | 118   | Joko Winterscheidt         | 218   | Jan Köppen              | 318   | Paul Panzer                 |
| 19    | Wolfgang Bahro            | 119   | Martin Rütter              | 219   | Simone Thomalla         | 319   | Benjamin von Stuckrad-Barre |
| 20    | Alexandra Maria Lara      | 120   | Andrea Sawatzki            | 220   | Johann König            | 320   | Bettina Zimmermann          |
| 21    | Palina Rojinski           | 121   | Ralf Moeller               | 221   | Chris Tall              | 321   | Mike Krüger                 |
| 22    | Markus Kawka              | 122   | Álvaro Soler               | 222   | Bürger Lars Dietrich    | 322   | Eko Fresh                   |
| 23    | Ross Antony               | 123   | Ralf Schmitz               | 223   | Katrin Bauerfeind       | 323   | Janine Kunze                |
| 24    | David Garrett             | 124   | Michael Herbig             | 224   | Enie van de Meiklokjes  | 324   | Christine Neubauer          |
| 25    | Sandra Maischberger       | 125   | Wincent Weiss              | 225   | Thomas Anders           | 325   | Max Giermann                |
| 26    | Matthias Opdenhövel       | 126   | Conchita Wurst             | 226   | Benno Fürmann           | 326   | Anna Maria Mühe             |
| 27    | Vanessa Mai               | 127   | Roland Trettl              | 227   | Johannes Strate         | 327   | Heiner Lauterbach           |
| 28    | Klaus Meine               | 128   | Olivia Jones               | 228   | Herbert Grönemeyer      | 328   | Regina Halmich              |
| 29    | Ruth Moschner             | 129   | Uwe Ochsenknecht           | 229   | Hartmut Engler          | 329   | Jan Hofer                   |
| 30    | Detlef Soost              | 130   | Annette Frier              | 230   | Sarah Kuttner           | 330   | Mickie Krause               |
| 31    | Lena Meyer-Landrut        | 131   | Joris                      | 231   | Carolin Kebekus         | 331   | Inka Bause                  |
| 32    | Jan Köppen                | 132   | Klaas Heufer-Umlauf        | 232   | Roland Kaiser           | 332   | Riccardo Simonetti          |
| 33    | Jürgen von der Lippe      | 133   | Horst Lichter              | 233   | Thomas Hermanns         | 333   | Rebecca Mir                 |
| 34    | Thomas Hermanns           | 134   | Yvonne Catterfeld          | 234   | Franziska Knuppe        | 334   | Micky Beisenherz            |
| 35    | Matze Knop                | 135   | Eckart von Hirschhausen    | 235   | Frank Plasberg          | 335   | Olivia Jones                |
| 36    | Rea Garvey                | 136   | Max Giermann               | 236   | The BossHoss            | 336   | Hubertus Meyer-Burckhardt   |
| 37    | Sarah Connor              | 137   | Sonja Zietlow              | 237   | Ruth Moschner           | 337   | Amira Aly                   |
| 38    | Angelo Kelly              | 138   | Steven Gätjen              | 238   | Laura Karasek           | 338   | Klaas Heufer-Umlauf         |
| 39    | Michael Michalsky         | 139   | Torsten Sträter            | 239   | Anna Loos               | 339   | Steffen Hallaschka          |
| 40    | Jeanette Biedermann       | 140   | Jörg Pilawa                | 240   | Sandra Maischberger     | 340   | Micaela Schäfer             |
| 41    | Peter Maffay              | 141   | Wigald Boning              | 241   | Verona Pooth            | 341   | Oliver Petszokat            |
| 42    | Nora Tschirner            | 142   | Evelyn Burdecki            | 242   | Stefanie Kloß           | 342   | Community-Edition           |
| 43    | Hardy Krüger junior       | 143   | Hugo Egon Balder           | 243   | Heike Makatsch          | 343   | Nico Stank                  |
| 44    | Iris Berben               | 144   | Kaya Yanar                 | 244   | Matze Knop              | 344   | Verona Pooth                |
| 45    | Anna Loos                 | 145   | Mirja Boes                 | 245   | Beatrice Egli           | 345   | Paula Lambert               |
| 46    | Katrin Bauerfeind         | 146   | Jenke von Wilmsdorff       | 246   | Michael Michalsky       | 346   | Janina Uhse                 |
| 47    | Enie van de Meiklokjes    | 147   | Michael Kessler            | 247   | Sky du Mont             | 347   | Thomas Kundt                |
| 48    | Nico Santos               | 148   | Steffen Hallaschka         | 248   | Matthias Schweighöfer   | 348   | Leo Martin                  |
| 49    | Franziska Knuppe          | 149   | Ralf Zacherl               | 249   | Michael Mittermeier     | 349   | Timon Krause                |
| 50    | Florian David Fitz        | 150   | Esther Schweins            | 250   | Olli Dittrich           | 350   |                             |
| 51    | Howard Carpendale         | 151   | Martina Hill               | 251   | Alexandra Maria Lara    | 351   |                             |
| 52    | Tim Bendzko               | 152   | Peter Maffay               | 252   | Charly Hübner           | 352   |                             |
| 53    | Kai Pflaume               | 153   | Katja Burkard              | 253   | Peter Kloeppel          | 353   |                             |
| 54    | Sasha                     | 154   | Jan Hofer                  | 254   | Ben Becker              | 354   |                             |
| 55    | Beatrice Egli             | 155   | Nazan Eckes                | 255   | Leony                   | 355   |                             |
| 56    | Christian Rach            | 156   | Kida Khodr Ramadan         | 256   | Jürgen von der Lippe    | 356   |                             |
| 57    | Charlotte Würdig          | 157   | Axel Prahl                 | 257   | Mario Barth             | 357   |                             |
| 58    | Simone Thomalla           | 158   | Oliver Kalkofe             | 258   | Michael Schulte         | 358   |                             |
| 59    | Guido Maria Kretschmer    | 159   | Oliver Pocher              | 259   | Sebastian Fitzek        | 359   |                             |
| 60    | Katja Riemann             | 160   | Sophia Thomalla            | 260   | Max Mutzke              | 360   |                             |
| 61    | Atze Schröder             | 161   | Reiner Calmund             | 261   | Anke Engelke            | 361   |                             |
| 62    | Til Schweiger             | 162   | Laura Wontorra             | 262   | Désirée Nick            | 362   |                             |
| 63    | Mark Forster              | 163   | Giovanni Zarrella          | 263   | Wigald Boning           | 363   |                             |
| 64    | Heiner Lauterbach         | 164   | Michael Patrick Kelly      | 264   | Sylvie Meis             | 364   |                             |
| 65    | Ben Becker                | 165   | Ralph Morgenstern          | 265   | Kai Pflaume             | 365   |                             |
| 66    | Günther Jauch             | 166   | Cordula Stratmann          | 266   | Katja Burkard           | 366   |                             |
| 67    | Tim Raue                  | 167   | Dunja Hayali               | 267   | Hans Sigl               | 367   |                             |
| 68    | Carolin Kebekus           | 168   | Frank Rosin                | 268   | Florian Schroeder       | 368   |                             |
| 69    | Tim Mälzer                | 169   | Marco Schreyl              | 269   | Atze Schröder           | 369   |                             |
| 70    | Natascha Ochsenknecht     | 170   | Alexander Herrmann         | 270   | Götz Otto               | 370   |                             |
| 71    | Barbara Becker            | 171   | Henning Baum               | 271   | Sven Martinek           | 371   |                             |
| 72    | Max Giesinger             | 172   | Mickie Krause              | 272   | Hannes Jaenicke         | 372   |                             |
| 73    | Cathy Hummels             | 173   | Frank Elstner              | 273   | Christian Rach          | 373   |                             |
| 74    | Lena Gercke               | 174   | Bernhard Hoëcker           | 274   | Hardy Krüger junior     | 374   |                             |
| 75    | Birgit Schrowange         | 175   | Kurt Krömer                | 275   | Ilka Bessin             | 375   |                             |
| 76    | Felix Jaehn               | 176   | Axel Stein                 | 276   | Barbara Becker          | 376   |                             |
| 77    | Sonya Kraus               | 177   | Elton                      | 277   | Martin Rütter           | 377   |                             |
| 78    | Henry Maske               | 178   | Sebastian Krumbiegel       | 278   | Katharina Thalbach      | 378   |                             |
| 79    | Sylvie Meis               | 179   | Wayne Carpendale           | 279   | Natascha Ochsenknecht   | 379   |                             |
| 80    | Laith Al-Deen             | 180   | Cornelia Poletto           | 280   | Lena Gercke             | 380   |                             |
| 81    | Clueso                    | 181   | Frederick Lau              | 281   | Judith Rakers           | 381   |                             |
| 82    | Hannes Jaenicke           | 182   | Eko Fresh                  | 282   | Anja Kling              | 382   |                             |
| 83    | Nelson Müller             | 183   | Alle Farben                | 283   | Oliver Kalkofe          | 383   |                             |
| 84    | Kai Wiesinger             | 184   | Ingo Lenßen                | 284   | Christine Urspruch      | 384   |                             |
| 85    | Johannes Oerding          | 185   | Katrin Müller-Hohenstein   | 285   | Jörg Thadeusz           | 385   |                             |
| 86    | Hans Sigl                 | 186   | Kim Fisher                 | 286   | Jan Delay               | 386   |                             |
| 87    | Sebastian Fitzek          | 187   | Bettina Zimmermann         | 287   | Katja Riemann           | 387   |                             |
| 88    | Sven Hannawald            | 188   | Marlene Lufen              | 288   | Álvaro Soler            | 388   |                             |
| 89    | Hubertus Meyer-Burckhardt | 189   | Marius Müller-Westernhagen | 289   | Ralf Schmitz            | 389   |                             |
| 90    | Axel Schulz               | 190   | Daniel Aminati             | 290   | Johann Lafer            | 390   |                             |
| 91    | Claudia Roth              | 191   | Bettina Tietjen            | 291   | Tim Bendzko             | 391   |                             |
| 92    | Johannes Strate           | 192   | Bosse                      | 292   | Jens Riewa              | 392   |                             |
| 93    | Linda Zervakis            | 193   | Judith Williams            | 293   | Mareile Höppner         | 393   |                             |
| 94    | Matthias Schweighöfer     | 194   | Guido Maria Kretschmer     | 294   | Eva Padberg             | 394   |                             |
| 95    | Christina Stürmer         | 195   | Dieter Nuhr                | 295   | Guido Cantz             | 395   |                             |
| 96    | Michael Stich             | 196   | Oliver Petszokat           | 296   | Laura Wontorra          | 396   |                             |
| 97    | Sarah Engels              | 197   | Joachim Llambi             | 297   | Hugo Egon Balder        | 397   |                             |
| 98    | Frank Zander              | 198   | Tom Beck                   | 298   | Alessandra Meyer-Wölden | 398   |                             |
| 99    | Rolf Zuckowski            | 199   | Jana Ina Zarrella          | 299   | Moritz Bleibtreu        | 399   |                             |
| 100   | Max Raabe                 | 200   | Hella von Sinnen           | 300   | Annette Frier           | 400   |                             |

## Empfang
Barba Radio ist über die Website, eine App und Radioanbieter wie zum Beispiel radio.de zu empfangen. In Hamburg wird eine regionale Variante über DAB+ ausgestrahlt. Die Sendung „Die barba radio Show“ wird zusätzlich jeweils am Wochenende auf verschiedenen privaten UKW-Radiosendern ausgestrahlt, darunter R.SH, Radio PSR, Antenne 1, Radio Regenbogen, Antenne 1 Neckarburg Rock & Pop, Landeswelle Thüringen und Antenne NRW. Seit 2020 haben auch verschiedene lokale Sender in Bayern die Sendung in ihr Programm aufgenommen: Radio Gong 96.3 (München), 106,9 Radio Gong (Würzburg), Hitradio RT1 (Augsburg), Radio Charivari (Regensburg) und Radio Primavera (Aschaffenburg).

## Barba Radio Show
Die Barba Radio Show ist bei folgenden Programmen zu hören:
| Sender                     | Sendetermin | Region              | Link |
| -------------------------- | ----------- | ------------------- | --- |
| Radio ffn                  | So 10–12    | Niedersachsen       | https://www.ffn.de/programm/die-barba-radio-show/ |
| R.SH                       | So 18–21    | Schleswig-Holstein  | https://www.rsh.de/programm/sendungen/podcasts-bei-r-sh/die-rsh-barba-radio-show |
| 94,3 RS2                   | Sa/So 8–13  | Berlin/Brandenburg  | https://www.rs2.de/programm/die-barba-radio-show-bei-943-rs2 |
| Radio PSR                  | So 12–15    | Sachsen             | https://www.radiopsr.de/barba-radio |
| 106,9 Radio Gong           | So 14–18    | Mainfranken         | https://www.radiogong.com/programm/barba-radio-show |
| Donau 3 FM                 | Sa 16–18    | Donau/Iller         | https://www.donau3fm.de/die-barba-radio-show/ |
| Radio Primavera            | So 13–18    | Aschaffenburg       | https://www.primavera24.de/programm/barba-radio-show |
| Hitradio Antenne 1         | Sa 8–13     | Baden-Württemberg   | https://www.antenne1.de/shows_podcast/sendungen/barbara-show |
| Antenne 1 Neckarburg       | Sa 8–13     | Schwarzwald         | https://www.antenne1-neckarburg.de/programm/die-barba-radio-show.html |
| Radio Gong 96.3            | So 18       | München             | https://www.radiogong.de/barba-radio-show-gong-96-3 |
| Radio Charivari Regensburg | So 14       | Oberpfalz           | https://www.charivari.com/barba-radio/ |
| Radio Regenbogen           | Sa 10–13    | Baden               | https://www.regenbogen.de/radio/sendungen/barba-radio-show-bei-radio-regenbogen |
| Radio SAW                  | So          | Sachsen-Anhalt      | https://www.radiosaw.de/die-barba-radio-show-auf-radio-saw |
| RPR1                       | Sa 10–13    | Rheinland-Pfalz     | https://www.rpr1.de/programm/aktion/rpr1-barba-radio-show (11.06.2022 bis 01.06.2024) |
| Hitradio RT1               | So 9        | Bayrisch-Schwaben   | https://www.imsueden.de/sendung/die-barba-radio-show/ |
| Antenne NRW                | So 15–18    | Nordrhein-Westfalen | https://www.unternehmensgruppe-antenne.de/newsroom/pressemitteilungen/barba-radio-show-mit-barbara-schoeneberger-jeden-sonntag-hautnah-auf-antenne-nrw https://www.antenne.nrw/aktionen/2021/die-barba-radio-show-auf-antenne-nrw/ |
| Landeswelle Thüringen      | So          | Thüringen           | https://www.landeswelle.de/radioplayer/barbaradio/sonntagmorgen |

## Sendersitz
Barba Radio wird im Netzwerk der Regiocast an unterschiedlichen Standorten produziert, im Frühjahr 2017 wurden neue, multimediale Sendestudios in Berlin in Betrieb genommen. Hier werden die Beiträge mit Barbara Schöneberger aufgezeichnet.

## Auszeichnungen
Barba Radio hat für seine Social-Media-Präsenz den „Goldenen Blogger“-Award erhalten.